# Gentianella griersonii
Gentianella griersonii är en gentianaväxtart som beskrevs av E. Aitken och D.G. Long. Gentianella griersonii ingår i släktet gentianellor, och familjen gentianaväxter. Inga underarter finns listade i Catalogue of Life.